# مارگارتا پوسلارو
مارگارتا پوسلارو (رومانیایی: Margareta Pâslaru؛ زادهٔ ۹ ژوئیهٔ ۱۹۴۳) خواننده، آهنگساز، بازیگر، تهیه‌کننده تلویزیونی، مجری رادیو و ترانه‌پرداز اهل رومانی است.